# Sunce na prozoru
Sunce na prozoru treći je studijski album bosanskohercegovačkog pop rock sastava Plavi orkestar, koji izlazi 1989., a objavljuje ga diskografska kuća Naraton.
Singlovi s ovog albuma su Kaja i Lovac i košuta.

## Popis pjesama
| Br. | Skladba                           | Trajanje |
| --- | --------------------------------- | -------- |
| 1.  | »Kaja«                            |          |
| 2.  | »Lovac i košuta«                  |          |
| 3.  | »Ti si moja sudbina«              |          |
| 4.  | »Ne brini, mama«                  |          |
| 5.  | »Tell me why«                     |          |
| 6.  | »Ne mogu ti ništa osim srca dati« |          |
| 7.  | »Proljeće«                        |          |
| 8.  | »Da se 6 pretvori u 9«            |          |
| 9.  | »Zarazi me tvojim poljupcem«      |          |
| 10. | »Sex, keks & rock 'n' roll«       |          |
| 11. | »Daj nam sunca«                   |          |

## Izvođači
- Saša Lošić - vokal
- Mladen Pavičić - gitara
- Admir Ćeramida - bubnjevi
- Samir Ćeramida – bas